# Nehvizdyella
Nehvizdyella ist eine ausgestorbene Samenpflanze der Familie Ginkgoaceae und ein Verwandter des Ginkgo. Es ist nur die Art Nehvizdyella bipartita bekannt. 

## Merkmale
Die Samenorgane sind zusammengesetzte Strukturen. Sie bestehen aus einer Hauptachse und zwei kurzen Seitenachsen. An jedem Ende steht eine große, Cupula-ähnliche Struktur, die wahrscheinlich homolog zum Kragen beim rezenten Ginkgo ist. In der Cupula sitzt eine orthotrope Samenanlage. In den frühen Entwicklungsstadien ist die Samenanlage und auch der junge Samen vollständig von der Cupula umgeben, mit Ausnahme der Mikropyle. 
An den Samen fanden sich monosulcate Pollenkörner des Typs Cycadopites. 
Zu Nehvizdiyella bipartita gehören Blätter des Typs Eretmophyllum obtusum sowie Kurzsprosse des Typs Pecinovicladus kvacekii. Das Stammholz wurde als Ginkgoxylon cf. gruettii beschrieben. Diese vier Morphotaxa kommen in monodominanten Fundschichten an vier Fundorten zusammen vor, weshalb auf ihre Zugehörigkeit zu einer Art geschlossen wird. 

## Verbreitung
Nehvizdyella ist nur aus dem Cenomanium (Oberkreide) Tschechiens bekannt. Sie wurde in der Peruc-Korycany-Formation gefunden. Analysen der Fundorte lassen darauf schließen, dass diese Pflanzen in Salzmarschen an der Küste wuchsen. Dies ist der erste Hinweis auf die Existenz von Halophyten unter den Ginkgophyta. 

## Systematik
Von Nehvizdyella ist nur die Typusart Nehvizdyella bipartita bekannt. Die Gattung wurde von den Erstbeschreibern in die Familie Ginkgoaceae gestellt. Dieser Zuordnung schließen sich auch Zhou (2009) und Taylor, Taylor und Krings (2009) an.

## Belege
- Zhi-Yan Zhou: An overview of fossil Ginkgoales. Palaeoworld, Band 18, 2009, S. 1–22, doi:10.1016/j.palwor.2009.01.001
- Thomas N. Taylor, Edith L. Taylor, Michael Krings: Paleobotany. The Biology and Evolution of Fossil Plants. Second Edition, Academic Press 2009, ISBN 978-0-12-373972-8. S. 751.